# Plagiothecium subsimplex
Plagiothecium subsimplex là một loài rêu trong họ Plagiotheciaceae. Loài này được (Hedw.) Besch. mô tả khoa học đầu tiên năm 1872.